# 모모랜드
모모랜드(영어: Momoland)는 대한민국 6인조 다국적 걸 그룹이었다. 2016년 데뷔하였으며, 인연 엔터테인먼트 소속이다.
팀명 모모랜드는 미하엘 엔데의 소설 '모모'에서 다친 사람들에게 힐링을 선사하는 주인공 모모처럼 되겠다는 의미와 즐거운 놀이동산의 느낌을 가미해 바쁘고 지친 현대인들에게 설렘과 힐링을 주고자 하는 포부를 담고 있다.

## 활동

### 2016년

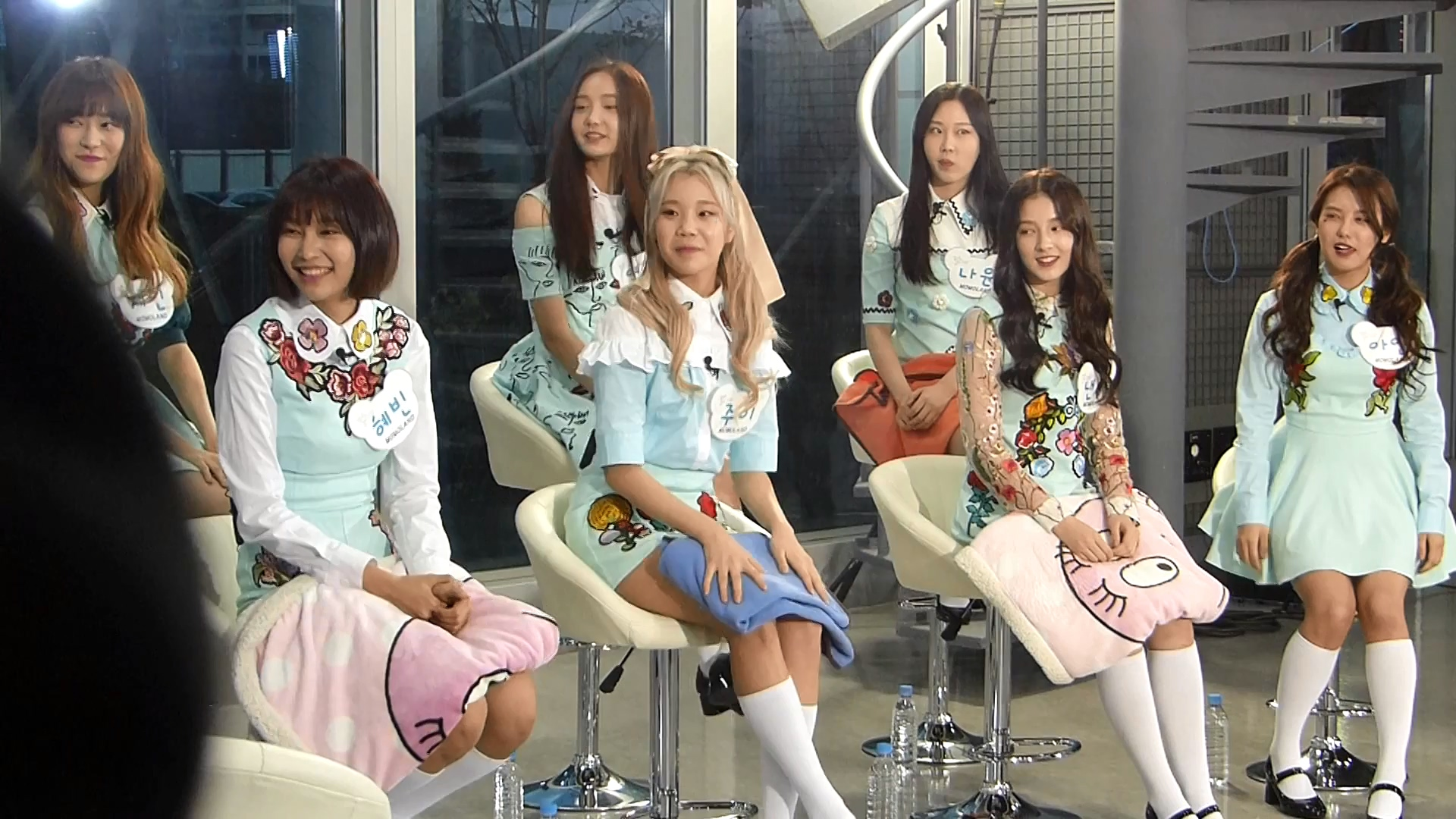
2016년 11월 29일 TBS 《팩트 IN 스타》에서 모모랜드

7월 Mnet의 서바이벌 프로그램 《SURVIVAL MOMOLAND를 찾아서》를 통해 10명의 연습생 중 7명이 선발되어 이루어진 그룹이다. 멤버가 결정되고 바로 데뷔할 예정이었으나, 파이널 미션에서 3천 명의 관객을 모으지 못해 정식 데뷔가 잠시 미뤄져 행사, 팬미팅, 길거리 홍보를 하며 데뷔를 준비했다.
10월 26일, 국제구호개발 NGO 플랜코리아의 홍보대사로 위촉되었다.
11월 9일, 데뷔 쇼케이스를 개최했다. 11월 10일, EP 앨범 Welcome to MOMOLAND를 발매하였고, 《엠카운트다운》을 통해 데뷔했다. 멤버 연우는 요통으로 인해 활동을 중단했고, 다른 6명은 12월 27일 SBS 2016 SAF 《가요대전》에 참석했다.
10월, 국제구호개발 NGO 플랜코리아의 홍보대사로 위촉됐다.

### 2017년

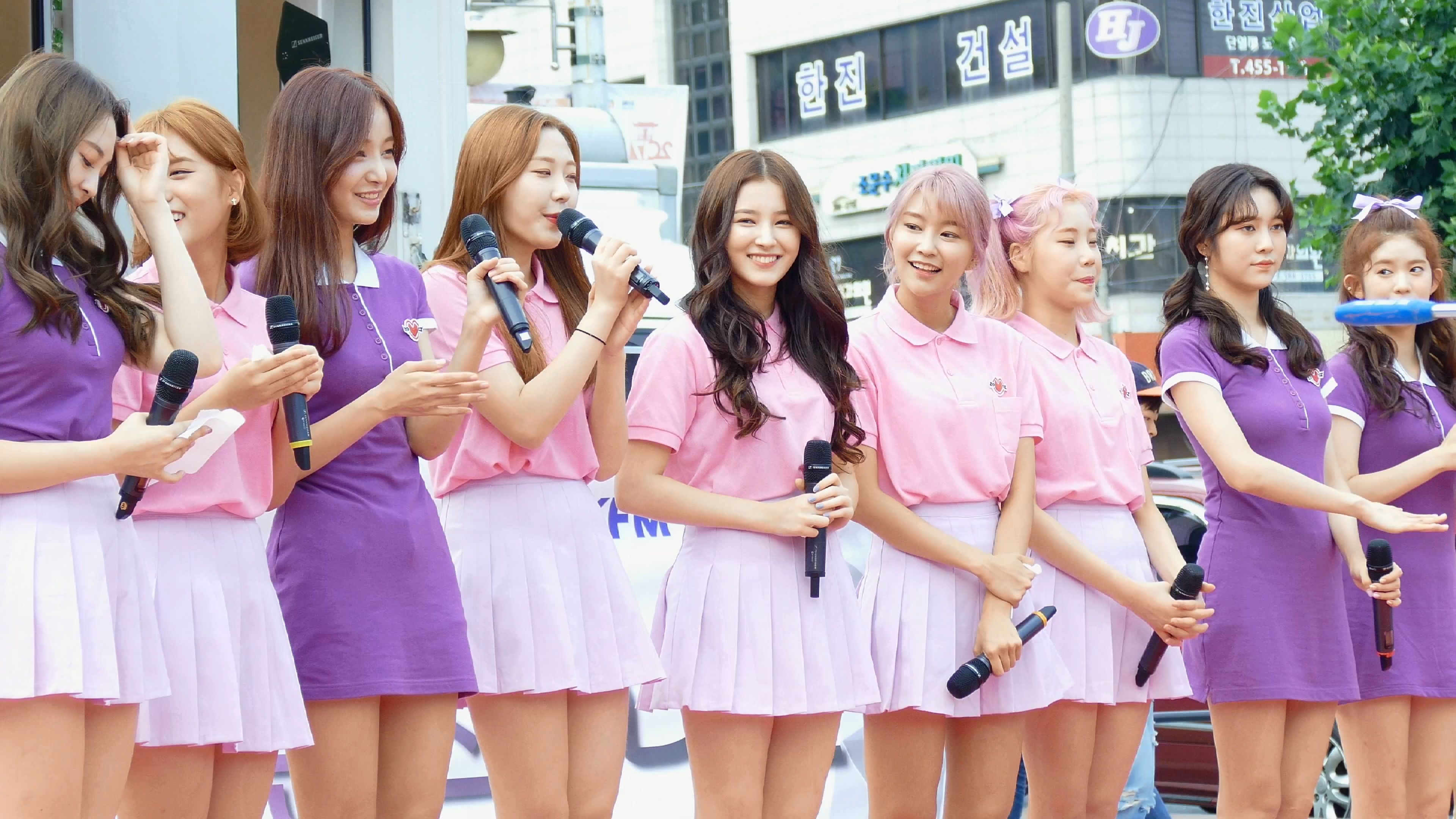
2017년 7월 30일 세계태권도 한마당 실내체육관 오픈스튜디오에서 모모랜드

1월 12일~16일, 플랜코리아의 홍보대사로서 베트남 타이응웬주 퍽 루엉 마을에 봉사활동을 갔다. 타이응웬성 유치원 건립 현장을 방문해 유치원 건립 봉사에 참여 중인 해피무브 학생들을 격려하고 유치원 건립 봉사에도 참여했다.
4월, 새 멤버 데이지, 태하를 영입하여 9인조로 재편했다.
4월 25일 《더 쇼》를 통해 컴백했으며,  활동을 중단했던 연우도 합류를 했다. 26일, 디지털 싱글 '어마어마해'를 발표했다.
6월 2일, KBS2 《뮤직뱅크》에서 《어마어마해  EDM 버전》를 선보였으며 6월 16일 디지털 싱글로 발매했다. 7월 22일 《더 쇼》에서 개그맨 김영철과 함께 합동 무대를 펼쳤으며, "따르릉"과 "어마어마해  EDM 버전"을 선보였다.
8월 22일, 두 번째 미니앨범 《Freeze!》로 컴백했다. 타이틀곡은 "꼼짝마"이다. 같은 날 《더 쇼》를 통해 컴백무대를 가졌다.

### 2018년

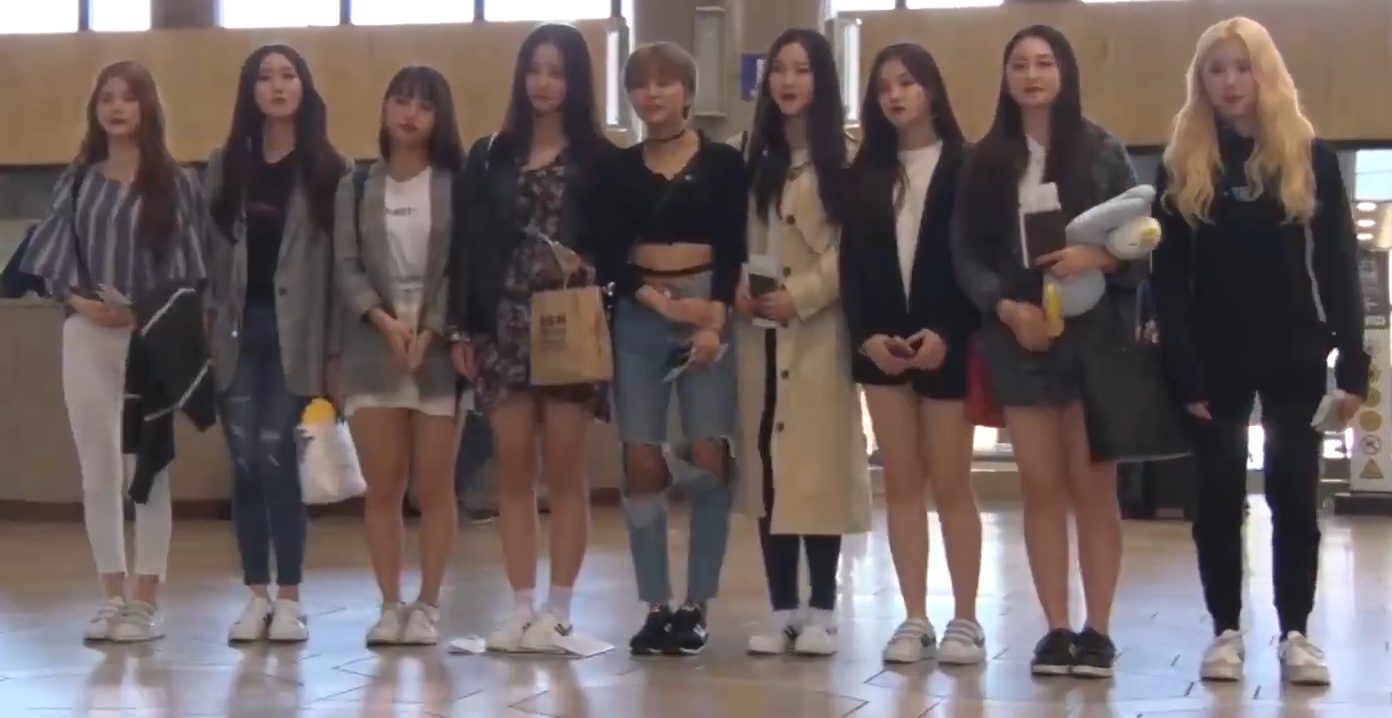
2018년 4월 13일 김포국제공항에서 모모랜드

1월 3일, 세 번째 미니앨범 《GREAT!》으로 컴백을 확정지었다. 타이틀곡은 '뿜뿜'이다. 1월 11일 Mnet 《엠 카운트다운》에서 데뷔 첫 1위를 했다. 1월 31일 《쇼 챔피언》에서 1위를 했고, 2월 6일 《더 쇼 시즌5》에서 1위를 했다. 2월 22일 《엠카운트다운》, 2월 23일 《뮤직뱅크》에서 1위를 했고, 3월 11일, 4월 8일 《인기가요》에서 1위를 했다.
6월 13일, 일본에서 정식 데뷔했다.
6월 26일, 네 번째 미니앨범 《Fun to The World》으로 컴백하였다. 타이틀곡은 '배앰(BAAM)'이다. ‘뿜뿜’과 ‘BAAM’이 Music Weekly 차트 필리핀 차트 TOP30에서 나란히 1위와 2위를 차지했다.
7월, 멤버 나윤이 이석증을 이유로 활동을 중단하였지만, 3개월만인 10월부터 다시 활동을 재개한다고 밝혔다.

### 2019년

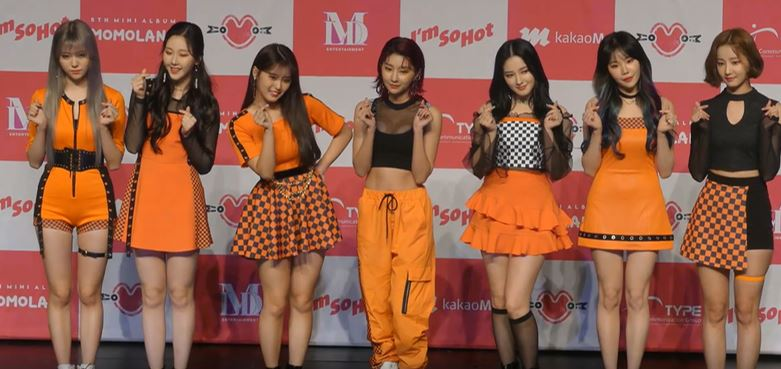
2019년 3월 20일 다섯 번째 미니앨범 《Show Me》 쇼케이스에서 모모랜드

3월 20일, 다섯 번째 미니앨범 《Show Me》으로 컴백을 했다. 멤버 태하와 데이지가 건강상의 이유와 개인적 이유로 활동에서 빠져 7인체제로 활동하게 되었다.
5월 7일, 디지털 싱글 앨범 《사랑은 너 하나》 발매했으며, 10일부터 일본에서 《I'm So Hot》으로 활동하였다.
11월 30일, 멤버 연우, 태하가 탈퇴하였다.
12월 30일, 《Thumbs Up》을 발매하였다.

### 2020년
5월 13일, 공식 홈페이지에서 데이지 이름이 빠짐으로써 탈퇴가 확실시 되었다.
6월 11일, 스페셜 앨범 《Starry Night》를 발매하였다. 전 멤버가 작사에 참여하였다고 밝혔다.
11월 17일, 세 번째 싱글 앨범 《Ready or Not》을 발매하면서 가수 싸이가 작사한 곡으로 컴백하였다.

### 2021년
2월 5일, 디지털 싱글 앨범 《Wrap Me In Plastic》을 발매하였다.

### 2022년
1월 14일, 디지털 싱글 앨범 《Yummy Yummy Love》을 발매하고 약 1년만에 컴백하였다. 라틴 팝 스타 나티 나타샤와 협업한다.

### 2023년
1월, 멤버들과 소속사와의 계약이 만료되고 재계약을 맺지 못하여 그룹이 실질적으로 해체됐다.

### 2025년
4월, 인연엔터테인먼트와 전속계약을 체결하면서 그룹 활동을 재개했다.
6월 30일, 히트곡 어마어마해 & 뿜뿜 & BMMA 대표곡 리믹스 앨범 'FESTIVALAND'를 발매하였다.
9월 8일, 신곡 발매를 한다.

## 구성원
| 이름 | 소개 |
| ---- | --- |
| 혜빈 | - 이름 : 이혜빈 - 출생 : 1996년 1월 12일(29세) - 활동기간 : 2016년 ~ 2023년, 2025년 ~                                |
| 제인 | - 본명 : 성지연 - 출생 : 1997년 12월 20일(27세) - 활동기간 : 2016년 ~ 2023년, 2025년 ~                               |
| 나윤 | - 이름 : 김나윤 - 출생 : 1998년 7월 31일(27세) - 활동기간 : 2016년 ~ 2023년, 2025년 ~                                |
| 주이 | - 본명 : 이주원 - 출생 : 1999년 8월 18일(25세) - 활동기간 : 2016년 ~ 2023년, 2025년 ~                                |
| 아인 | - 이름 : 이아인 - 출생 : 1999년 9월 27일(25세) - 활동기간 : 2016년 ~ 2023년, 2025년 ~                                |
| 낸시 | - 이름 : 낸시 주얼 맥다니(Nancy Jewel McDonie) - 출생 : 2000년 4월 13일(25세) - 활동기간 : 2016년 ~ 2023년, 2025년 ~ |

### 이전 구성원
| 이름   | 소개                                                                                       |
| ------ | ------------------------------------------------------------------------------------------ |
| 연우   | - 본명 : 이다빈 - 출생 : 1996년 8월 1일(29세) 충청북도 충주시 - 활동기간 : 2016년 ~ 2019년 |
| 태하   | - 이름 : 김태하 - 출생 : 1998년 6월 3일(27세) - 활동기간 : 2017년 ~ 2019년                 |
| 데이지 | - 본명 : 유정안 - 출생 : 1999년 1월 22일(26세) - 활동기간 : 2017년 ~ 2020년                |

## 수상 내역

### 가요 프로그램 1위
| 연도            | 수상 내역 (총 11회) |
| --------------- | --- |
| 2018년 (총 7회) | - 뿜뿜 (총 7회) - 1월 11일 M.net 《엠카운트다운》 1위 - 1월 31일 MBC MUSIC 《쇼 챔피언》 챔피언송 - 2월 6일 SBS MTV 《더 쇼》 더 쇼 초이스 - 2월 22일 M.net 《엠카운트다운》 1위 (통산 2주) - 2월 23일 KBS2 《뮤직뱅크》 K-Chart 1위 - 3월 11일 SBS 《SBS 인기가요》 1위 - 4월 8일 SBS 《SBS 인기가요》 1위 (통산 2주) |
| 2019년 (총 3회) | - I'm So Hot (총 3회) - 3월 26일 SBS MTV 《더 쇼》 더 쇼 초이스 - 4월 2일 SBS MTV 《더 쇼》 더 쇼 초이스 (2주 연속) - 4월 3일 MBC MUSIC 《쇼 챔피언》 챔피언송 |
| 2020년 (총 1회) | - Thumbs Up (총 1회) - 1월 9일 M.net 《엠카운트다운》 1위 |

### 시상식
| 연도   | 수상 내역 |
| ------ | --- |
| 2017년 | - 6월 24일 《아시아모델 어워즈》 가수부문 뉴스타 상 - 7월 3일 《한중 경영 대상》 아시아 라이징 스타 상 - 11월 15일 제2회 《아시아 아티스트 어워즈》 라이징 스타 상 - 11월 28일 제25회 《대한민국문화연예대상》K-pop 가수상 |
| 2018년 | - 4월 12일 《KCTA Show》 올해의 가수상 - 7월 24일 《2018 올해의 브랜드 대상》 올해의 아이돌상 - 7월 26일 제10회 《MTN 방송광고 페스티벌》 CF 신인 스타상 - 8월 30일 제2회 《소리바다 베스트 케이뮤직 어워즈》 SOBA 본상 - 11월 6일 《2018 MBC플러스 X 지니뮤직 어워즈》 댄스상 여자부문 - 12월 1일 《멜론뮤직어워드》 1Thek 퍼포먼스상 |
| 2019년 | - 8월 23일 제3회 《소리바다 베스트 케이뮤직 어워즈》 SOBA 본상 - 11월 26일 제4회 《아시아 아티스트 어워즈》 가수부문 초이스상 |
| 2021년 | - 12월 2일 제6회 《아시아 아티스트 어워즈》 베스트 초이스상 |